# Rita Forzano
Rita Forzano (Pisa, 19 settembre 1946) è un'attrice e direttore del casting italiana.

## Biografia
Ha debuttato nel cinema italiano nel 1961 come interprete nel film di Mario Mattoli 5 marines per 100 ragazze. È attiva anche in televisione. Come attrice ha interpretato numerosi film di genere e b-movie.
Nel 2008 ha avuto anche una breve esperienza come costumista nel cortometraggio Il ferro da stiro.

## Filmografia

### Attrice
- 5 marines per 100 ragazze, regia di Mario Mattoli (1961)
- 00-2 agenti segretissimi, regia di Lucio Fulci (1964)
- C'era una volta, regia di Francesco Rosi (1967)
- Il vichingo venuto dal sud, regia di Steno (1971)
- Il lungo giorno della violenza, regia di Giuseppe Maria Scotese (1971)
- African Story, regia di Marino Girolami (1971)
- Blaise Pascal, regia di Roberto Rossellini – miniserie TV (1971)
- L'età di Cosimo de' Medici, regia di Roberto Rossellini – miniserie TV (1972)
- I guappi, regia di Pasquale Squitieri (1974)
- Dr. med. Mark Wedmann - Detektiv inbegriffen – serie TV, episodio 1x09 (1974)
- Anno uno, regia di Roberto Rossellini (1974)
- La peccatrice, regia di Pier Ludovico Pavoni (1975)
- Il maestro di violino, regia di Giovanni Fago (1976)
- Il trucido e lo sbirro, regia di Umberto Lenzi (1976)
- La dottoressa sotto il lenzuolo, regia di Gianni Martucci (1977)
- Riavanti... Marsch!, regia di Luciano Salce (1979)
- Il caso Graziosi, regia di Michele Massa – miniserie TV (1981)
- Don Luigi Sturzo, regia di Giovanni Fago – miniserie TV (1981)
- La casa stregata, regia di Bruno Corbucci (1982)
- Sapore di mare, regia di Carlo Vanzina (1982)
- Il mondo è meraviglioso, regia di Vittorio Sindoni – film TV (2005)

### Casting director
- La piovra, regia di Damiano Damiani – miniserie TV (1984)
- La piovra 2, regia di Florestano Vancini – miniserie TV (1986)
- La piovra 3, regia di Luigi Perelli – miniserie TV (1987)
- Questa è la mia terra – serie TV (2006-2008)
- Gente di mare – serie TV (2005-2008)
- Fidati di me, regia di Gianni Lepre – miniserie TV (2008)